# 海莉·奥兰蒂亚
萨拉·海莉·奥兰蒂亚（英語：Sarah Hayley Orrantia，1994年2月21日—），是美国女演员、歌手和词曲作者。她最著名的角色是在美国广播公司的喜剧《The Goldbergs》中扮演艾丽卡·戈德堡（Erica Goldberg）。她是女子乡村流行乐团Lakoda Rayne的成员，该组合由寶拉·阿巴杜（Paula Abdul）在《X音素》第一季中组建。 

## 早期生活
1994年2月21日萨拉·海莉·奥兰蒂亚生于德克萨斯阿灵顿，是家中的独女，在附近的大草原城和Highland Village长大。她有英国、法国、爱尔兰和墨西哥血统。她从小学到中学就读于家乡Highland Village的公立学校。
她就读附近Flower Mound的马库斯高中（Marcus High School），直到高三，她决定在家学习并继续她的音乐和表演训练。高中时她参加了音乐剧项目，这让她第一次尝到了表演的滋味。

## 职业生涯
她从9岁开始唱歌，12岁开始接受专业训练。13岁时写了第一首歌，14岁时录制了首张翻唱歌曲的迷你专辑。同年她开始与词曲作者杰米·休斯顿（Jamie Houston）合创。当时杰米·休斯顿最著名的作品是为迪斯尼出品的三部電視電影《歌舞青春》（High School Musical）撰写热门歌曲。
她为杰米·休斯顿的《Magic of a Friend》录音，这首歌曾出现在2010年迪士尼《Tinkerbell》和《Lost Treasure》的原声带中。同年晚些时候，她为黛咪·洛瓦特（Demi Lovato）在迪斯尼的《Camp Rock 2: The Final Jam》演唱了原声带，以及为麥莉·希拉（Miley Cyrus）在迪斯尼的《Hannah Montana Forever》演唱原声带。
2011年17岁时在斯普林特公司（Sprint)）的一则广告里出演了第一个角色。她出演了独立电影《Cooper and the Castle Hills Gang》，该片在达拉斯国际电影节（Dallas International Film）首映。
2011年夏天，奥兰蒂亚参加了《X音素》第一季试镜。她是在YouTube上传的一段影片中被选出的，在华盛顿州西雅图现场试镜阶段，他获得了评委们四张赞成票。她最初作为一名独唱歌手参加试镜，但在“好莱坞周”期间，她和其他三位女歌手被安排在一个组合里参加其余试镜。她们在直播秀第五周被淘汰。
自2013年以来她在美国广播公司的喜剧《The Goldberg》扮演艾丽卡·戈德堡（Erica Goldberg）。在选定她作为角色并了解到她的唱歌天赋后，该剧主创Adam F. Goldberg写了几集让剧中角色Erica Goldberg唱歌的剧本，并计划在以后的剧集中继续突出她的歌唱天赋。奥兰蒂亚在2016年4月1日上映的剧情片《God's Not Dead 2》担任主角。
2016年她发行了单曲《Strong, Sweet and Southern》。截至2018年5月其音乐视频在YouTube上的点击量已超过20万次。

## 慈善活动
她为国家饮食失调协会（National Eating Disorders Association）写了首名为《Who I Am》的歌，为美国女童军组织（Girl Scouts of America）写了名为《Power of a Girl》的歌。她也支持癌症慈善机构Lungevity、Susan G. Komen和Stand Up to Cancer。自2007年以来她一直担任德克萨斯音乐项目（Texas Music Project）大使，该项目旨在加深民众对公立学校音乐教育的认识并为其提供资金。

## 影视作品列表

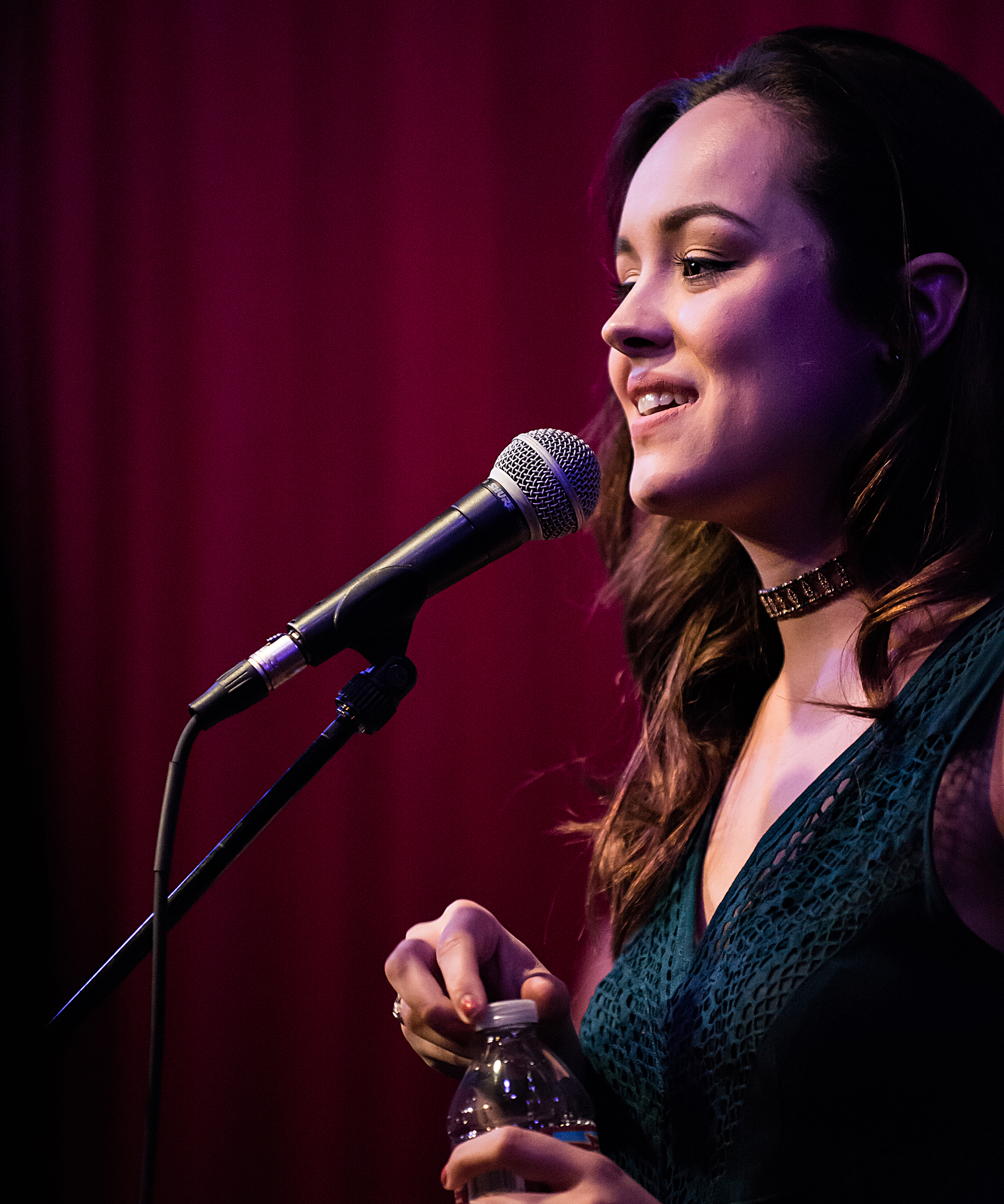
2016年10月现场表演。

### 电影
| 年份 | 标题                             | 角色           |
| ---- | -------------------------------- | -------------- |
| 2011 | Cooper and the Castle Hills Gang | Penny          |
| 2016 | God's Not Dead 2                 | Brooke Thawley |

### 电视
| 年份      | 标题                | 角色           | 备注                                              |
| --------- | ------------------- | -------------- | ------------------------------------------------- |
| 2011      | The X Factor        | Herself        | Contestant                                        |
| 2013–2023 | The Goldbergs       | Erica Goldberg | Main Role                                         |
| 2016      | Celebrity Name Game | Herself        | Celebrity contestant                              |
| 2016      | Roommates           | Hayley         | Web series; 7 episodes                            |
| 2018      | Hell's Kitchen      | Herself        | Guest diner; Episode: "Hell Freezes Over"         |
| 2019      | Schooled            | Erica Goldberg | Episode: "Erica and Lainey's High School Reunion" |